# Женская сборная Словении по баскетболу 3×3
Женская сборная Словении по баскетболу 3×3 представляет Словению на международных соревнованиях по баскетболу 3×3. Управляющим органом является Федерация баскетбола Словении.
По состоянию на 11 сентября 2024, женская сборная Словении по баскетболу 3×3 занимает 27-е место в мировом рейтинге ФИБА женских сборных по баскетболу 3×3.

## Результаты выступлений
| Турнир                             | Золото | Серебро | Бронза | Всего |
| ---------------------------------- | ------ | ------- | ------ | ----- |
| Чемпионат Европы по баскетболу 3×3 | 0      | 1       | 0      | 1     |
| Европейские игры                   | —      | —       | —      | —     |
| Средиземноморские игры             | —      | —       | —      | —     |
| Итого                              | 0      | 1       | 0      | 1     |

### Чемпионат Европы по баскетболу 3x3
| Год           | Место          | Игры           | Победы         | Поражения      | Состав команды                                           |
| ------------- | -------------- | -------------- | -------------- | -------------- | -------------------------------------------------------- |
| Бухарест 2014 | 2              | 6              | 4              | 2              | Ana Ljubenović, Maša Piršič, Živa Zdolšek, Urša Žibert   |
| Бухарест 2016 | 10             | 2              | 0              | 2              | Ana Ljubenović, Sandra Piršič, Živa Zdolšek, Urša Žibert |
| 2017—н. в.    | не участвовали | не участвовали | не участвовали | не участвовали | не участвовали                                           |

### Европейские игры
| Год       | Место          | Игры           | Победы         | Поражения      | Состав команды                                         |
| --------- | -------------- | -------------- | -------------- | -------------- | ------------------------------------------------------ |
| Баку 2015 | 4              | 7              | 4              | 3              | Ana Ljubenović, Maša Piršič, Živa Zdolšek, Urša Žibert |
| 2019—2023 | не участвовали | не участвовали | не участвовали | не участвовали | не участвовали                                         |

### Средиземноморские игры
| Год            | Место | Игры | Победы | Поражения | Состав команды                                       |
| -------------- | ----- | ---- | ------ | --------- | ---------------------------------------------------- |
| Таррагона 2018 | 8     | 4    | 1      | 3         | Maja Jakobčič, Ela Mićunović, Tina More, Ela Stergar |
| Оран 2022      | 8     | 6    | 1      | 5         | Špela Berus, Ajda Burgar, Ana Jeras, Katja Sever     |